# Самоубийство прыжком с высоты
Прыжок с высоко расположенного над землёй (водой) места, например, из окна, с балкона или крыши, со скалы (утёса), плотины или моста, является довольно распространенным способом самоубийства.

## Общая информация
В США по классификации ICD-10-CM диагностический код прыжка с высоты по МКБ 2023 года — X80*, этот метод самоубийства также известен клинически как аутокабалистика.
Во многих странах есть так называемые «мосты самоубийц», самые известные из них — Нанкинский мост через реку Янцзы (Китай, высота 70 м), мост «Золотые ворота» (США, высота 67 м) и мост «Графтон» (Новая Зеландия, высота 26 м). Другие локации, широко известные многочисленными самоубийствами такого типа, — Эйфелева башня (Франция) и Ниагарский водопад (США—Канада).
Как утверждает издание Psychiatric Bulletin (исследование 1998 года): «Те, кто пытается покончить с собой, прыгнув с высоты, часто имеют в анамнезе серьёзные психические расстройства, страдают от высокого уровня физической и психологической заболеваемости и имеют неблагоприятный прогноз».
85 % людей, прыгнувших с высоты, погибают. В Западном мире такой тип самоубийств считается редким: в Северной Америке таким способом уходят из жизни 5 % самоубийц, в Великобритании — 3 %, а вот, к примеру, в Сингапуре — 60 %. Как говорилось выше, 15 % таких несостоявшихся самоубийц, мечтавших о мгновенной и безболезненной смерти, выживают, они получают серьёзные травмы: паралич, повреждения органов, переломы костей и пожизненную боль.
В США прыжки с высоты являются одним из наименее распространённых методов самоубийства (менее 2 % всех зарегистрированных случаев в 2005 году). Однако с 1937 по 2012 год произошло около 1400 самоубийств прыжком с моста «Золотые ворота» (Сан-Франциско).
- Нанкинский мост через реку Янцзы (Китай, высота 70 м)
- Мост «Золотые ворота» (США, высота 67 м)
- Мост «Графтон[англ.] (Новая Зеландия, высота 26 м)

## Методы и способы
Выжившие после падений с высоты всегда получают серьёзные травмы или даже постоянную инвалидность. Частый сценарий заключается в том, что потенциальный самоубийца будет сидеть на краю возвышенного шоссе или выступе здания, пока полиция пытается уговорить его остановиться. Зеваки иногда поощряют таких самоубийц к прыжку — эффект, известный как «травля самоубийством». Почти все падения с высоты 10 и более этажей оканчиваются летальным исходом, хотя известны и примечательные исключения: в 2010 году 22-летний Томас Мэджилл выжил после прыжка с высоты около 400 футов (ок. 122 м). Прыгуны-самоубийцы иногда ранили или даже убивали людей на земле в месте своего падения; известно, что человек, выпрыгнувший из горящего ВТЦ 11 сентября 2001 года, убил собой пожарного на земле.
Информация о демографии (пол, возраст, социальное положение и т. д.) лиц, совершивших самоубийство путём прыжка с высоты, ограничена, её нелегко найти в свободном доступе. Однако некоторые исследования обнаруживают различия между теми, кто прыгает с высотных жилых зданий, и теми, кто прыгает с «моста самоубийц». Есть некоторые свидетельства того, что с мостов прыгают в основном молодые мужчины, в то время как возраст не является заметным фактором при самоубийствах из высотных зданий. Однако другие исследования не выявили таких же закономерностей.
Самый высокий задокументированный прыжок самоубийцы совершил бывший сержант армии Великобритании 45-летний Ниш Брюс. В 2002 году он, после восьми лет рецидивирующего психического заболевания и периодических пребываний в психиатрических больницах, намеренно выпрыгнул без парашюта из частного лёгкого самолёта, в котором был пассажиром, с высоты около 5000 футов (ок. 1500 м).
Прыжок из окна

Аутодефенестрация (или самодефенестрация) — это термин, используемый для обозначения акта прыжка, выталкивания себя или заставления себя выпрыгнуть из окна. Это явление сыграло заметную роль в таких событиях, как Пожар на фабрике «Трайангл» в 1911 году, Теракты 11 сентября 2001 года во Всемирном торговом центре и других не столь крупных катастрофах.
В США существует городская легенда о том, что многие трейдеры с Уолл-стрит выбросились из окон своих офисов во время краха фондового рынка в 1929 году. Во время финансового кризиса 2007—2008 годов на это намекали протестующие, размахивавшие на Уолл-стрит плакатами с надписью: «Прыгайте, ублюдки!» (англ. Jump, you fuckers!)
Распространённость

На долю прыжков с высоты приходится всего 3 % самоубийств, если взять в сумме США и Европу, что гораздо меньше, чем обычно воспринимается общественностью, кажется обывателю. Прыжки с высоты «на удивление» редки, потому что высотные здания в большинстве случаев представляют собой жилые дома или офисные небоскрёбы, вход в которые недоступен для широкой публики; а также потому, что открытые площадки высотных зданий (например, рестораны на крышах или бассейны на крышах) часто окружены высокими стенами или сетками, которые возведены именно для предотвращения самоубийств такого рода.
Как говорилось выше, прыжки с высоты в среднем по США составляют менее 2 % от всех самоубийств, однако здесь сильно «лидирует» Нью-Йорк: в этом городе данный показатель составляет 20 % (данные 2010 года), что связано с большим количеством общедоступных небоскрёбов.
Прыжки с высоты являются наиболее распространенным методом самоубийства в Гонконге: на их долю приходится 52,1 % всех зарегистрированных случаев самоубийств в 2006 году и схожие показатели за предшествующие годы. Центр исследований и профилактики самоубийств Гонконгского университета считает, что это может быть связано с обилием легкодоступных высотных зданий (подразумевая, что бо́льшая часть прыжков совершается из окон или с крыш).

## Стратегии профилактики
В развитых странах серьёзно обеспокоены проблемой самоубийц-«прыгунов», поэтому разрабатываются различные стратегии профилактики. Некоторые из этих стратегий принимают физические формы, такие как установка барьеров для ограничения доступа в места совершения самоубийств или создание систем безопасности. В 1996 году с моста «Графтон» в Окленде (Новая Зеландия) были сняты защитные ограждения. После их демонтажа количество самоубийств на мосту увеличилось в пять раз. На некоторых высотных объектах устанавливают таблички с номерами телефонов горячей линии, специальные вызывные аппараты; усиливают меры наблюдения, ходят патрули, работают специально обученные сотрудники.
Некоторые исследования изучали влияние освещения этих событий в СМИ на уровень самоубийств. В США существуют «рекомендации» для СМИ, как освещать и подавать материал о самоубийцах, например, Recommendations for Reporting on Suicide, разработанные в сотрудничестве несколькими организациями, включая Американский фонд по предотвращению самоубийств и Национальный институт психического здоровья.
Монтаж защитных барьеров на мостах — не единственный вариант, и к тому же недешёвый. Другие профилактические меры включают в себя обеспечение видимости сотрудников в зонах повышенного риска, использование камер видеонаблюдения для выявления людей, находящихся в неподходящих местах или ведущих себя ненормально (например, задерживающихся в местах, где люди обычно проходят мимо), а также установку навесов. Действенность предупреждающих табличек неясна, но здесь многое зависит от простоты формулировки и соответствия месту.